# Trichonta aberransida
Trichonta aberransida är en tvåvingeart som beskrevs av Hong, Wang och Xu 2008. Trichonta aberransida ingår i släktet Trichonta och familjen svampmyggor. Inga underarter finns listade i Catalogue of Life.